# Cunard Building (Nueva York)
El Cunard Building, es un edificio de oficinas de 22 pisos situado en el 25 de Broadway, adyacente al parque de Bowling Green en el Distrito Financiero del Lower Manhattan en la ciudad de Nueva York. Fue diseñado en el estilo renacentista italiano por Benjamin Wistar Morris, en conjunto con los consultores Carrère & Hastings.
La fachada principal del Cunard Building, en Broadway, es de piedra caliza y consta de tres secciones horizontales. El diseño emplea retranqueos y "cortes ligeros" abiertos como lo ordena la Ley de Zonificación de 1916. La estructura se diseñó en torno a una cuadrícula de calles irregulares y está situada directamente encima de una línea de metro que atraviesa diagonalmente el lugar de la construcción. El interior de la primera planta contiene un vestíbulo con una elaborada decoración, así como un opulento Gran Salón, que se extiende a 185 pies (56 m) con una cúpula de 65 pies (20 m) de altura. El resto de las plantas contienen varias oficinas y espacios escolares.
Se construyó para la Cunard Line, una línea de barcos de vapor británico-americana; la construcción comenzó en 1920 y el edificio se terminó al año siguiente. Una vez terminado, fue casi totalmente arrendado a inquilinos de diversas industrias. La Twenty-five Broadway Corporation, una filial de la Cunard Line, fue propietaria del edificio hasta el decenio de 1960. El Gran Salón quedó desocupado después de que la Cunard Line se mudara en 1968; el Servicio Postal de los Estados Unidos ocupó el Gran Salón de 1974 a 2000, y Cipriani S.A. comenzó a utilizar el espacio en 2014. Los pisos superiores siguieron albergando oficinas y diversas instalaciones educativas.
Una vez terminado, el diseño exterior e interior del Cunard Building recibió elogios de la crítica. La fachada y los principales espacios interiores del primer piso del Cunard Building fueron designados como puntos de referencia por la Comisión para la Preservación de Monumentos Históricos de Nueva York en 1995.

## Descripción
El Cunard Building está delimitado por el Bowling Green Offices Building (11 Broadway) al sur, Broadway al este, Greenwich Street al oeste y Morris Street al norte. Está situado frente al Parque Bowling Green al sureste, y el 26 de Broadway y la escultura Charging Bull al este. Aunque se considera que el 25 de Broadway es su dirección principal, también se conoce como 13-27 Broadway, 13-39 Greenwich Street y 1-9 Morris Street. El Cunard Building tiene un frente de 203 pies (62 m) a lo largo de Broadway, 231 pies (70 m) a lo largo de Greenwich Street, y 248 pies (76 m) a lo largo de Morris Street. Debido a la irregularidad de la cuadrícula de la zona, ninguna de sus esquinas está en ángulo recto. 
Fue diseñado en gran parte por Benjamin Wistar Morris. La masa y la fachada fueron ideadas por Carrère y Hastings, mientras que los detalles exteriores fueron creados por Rochette & Parzini. La estructura fue diseñada de tal manera que las estructuras auxiliares como las chimeneas, áticos y tanques de almacenamiento no pudieran ser vistas desde el lado. Su ubicación cerca de los muelles del ferry, el metro de la ciudad de Nueva York, las líneas elevadas del Interborough Rapid Transit, y la terminal Hudson del ferrocarril Hudson & Manhattan hicieron que el Cunard Building fuera deseable para los inquilinos. En la década de 1970, el Cunard Building pasó a ser conocido como el Standard & Poors Building , en honor a su inquilino Standard & Poor's, aunque el nombre también llegó a referirse a las estructuras cercanas.

### Forma
En el momento de la construcción del Cunard Building, grandes edificios de la ciudad de Nueva York se estaban erigiendo en forma de "C" o "H" para maximizar la iluminación del espacio interior. Además, la Ley de Zonificación de 1916 exigía la inclusión de retranqueos en los edificios de la ciudad de Nueva York que estuvieran por encima de una cierta altura.  El Cunard Building fue la primera gran estructura construida en la ciudad después del final de la Primera Guerra Mundial, y sirvió de ejemplo para el cumplimiento de la ley de 1916. 
El edificio tiene forma de H, con "canchas de luz" orientadas al norte hacia la calle Morris y al sur hacia el Bowling Green Building. Las "canchas ligeras" están situadas por encima de la base.  La colocación de estas canchas permitió que la luz entrara en el Gran Salón, situado en el primer piso. Debido a la presencia de grandes intersecciones a ambos lados del edificio (Bowling Green al este y la intersección de Greenwich Street y Trinity Place al oeste), el retroceso requerido por la ley de zonificación de 1916 fue mínimo. Según Morris, la irregularidad de la trama de calles del barrio dificultó la determinación de la orientación del edificio; finalmente decidió su actual alineación ya que, en ese momento, habría sido posible ver el Río Norte (Río Hudson) al sur.

### Fundación
La línea de Broadway del metro de la ciudad de Nueva York (ahora los trenes R y W) cruza diagonalmente por debajo del Cunard Building de noroeste a sureste. Dos líneas de metro adicionales, la línea de la Avenida Lexington (4 y 5 trenes) y la línea de la Séptima Avenida-Broadway (1 tren), corren adyacentes a los límites oeste y este del edificio, respectivamente. La estación Bowling Green de la Línea de la Avenida Lexington está situada directamente debajo del límite del edificio, mientras que la estación de Whitehall Street de la Línea de Broadway está situada una manzana al sur.  Debido a la confluencia de túneles de metro en la zona, los cimientos del Cunard Building se construyeron alrededor del metro.
Durante la construcción, los ingenieros consideraron y rechazaron la idea de colocar las jácenas del Cunard Building en el techo del túnel de la Línea de Broadway, ya que ello habría provocado vibraciones cada vez que pasara un tren subterráneo. En cambio, los ingenieros decidieron colocar las columnas de cimentación del edificio a ambos lados del túnel subterráneo y luego erigir las vigas del edificio sobre el techo del túnel. Las columnas de cimentación se colocaron lo más cerca posible del túnel del metro, para reducir la longitud de las cerchas, que habrían tenido que soportar cargas pesadas. Todas las columnas de los cimientos se hundieron hasta la profundidad de la roca que había debajo.
Se construyó entonces un ataúd en el límite oriental del sitio, y en parte de la frontera norte. La superficie rocosa debajo de la obra estaba más cerca del suelo en el lado occidental del terreno, lo que requería una excavación extensa. En el lado oriental del lote, la superficie rocosa se inclinaba por debajo de la elevación del túnel del metro. Se construyó un muro de 1,8 m de espesor en el límite sur del lote de Cunard, del cual se ubicó un ancho de 0,61 m debajo del edificio de oficinas de Bowling Green. El muro cumplía varios propósitos: cerraba el coferdán, sostenía el metro y proporcionaba soporte a las columnas del lado sur del Cunard Building.

### Fachada

#### Elevación de Broadway
La fachada en la elevación de Broadway es de piedra caliza de Indiana, lo que hace que el Cunard Building forme parte de un "cañón" de mampostería en la parte baja de Broadway. Está dividido en tres secciones horizontales en las fachadas oeste y este.  Las partes más externas de estas fachadas consisten en pabellones que se proyectan hacia el exterior, mientras que el pabellón central está situado a 1,5 m (5 pies) de distancia. Los "pabellones laterales" que sobresalen se elevan hasta la altura máxima permitida por la ley de 1916. En la fachada de Broadway, los pabellones laterales tienen 50 pies (15 m) de ancho, mientras que el pabellón central tiene unos 103 pies (31 m) de ancho.

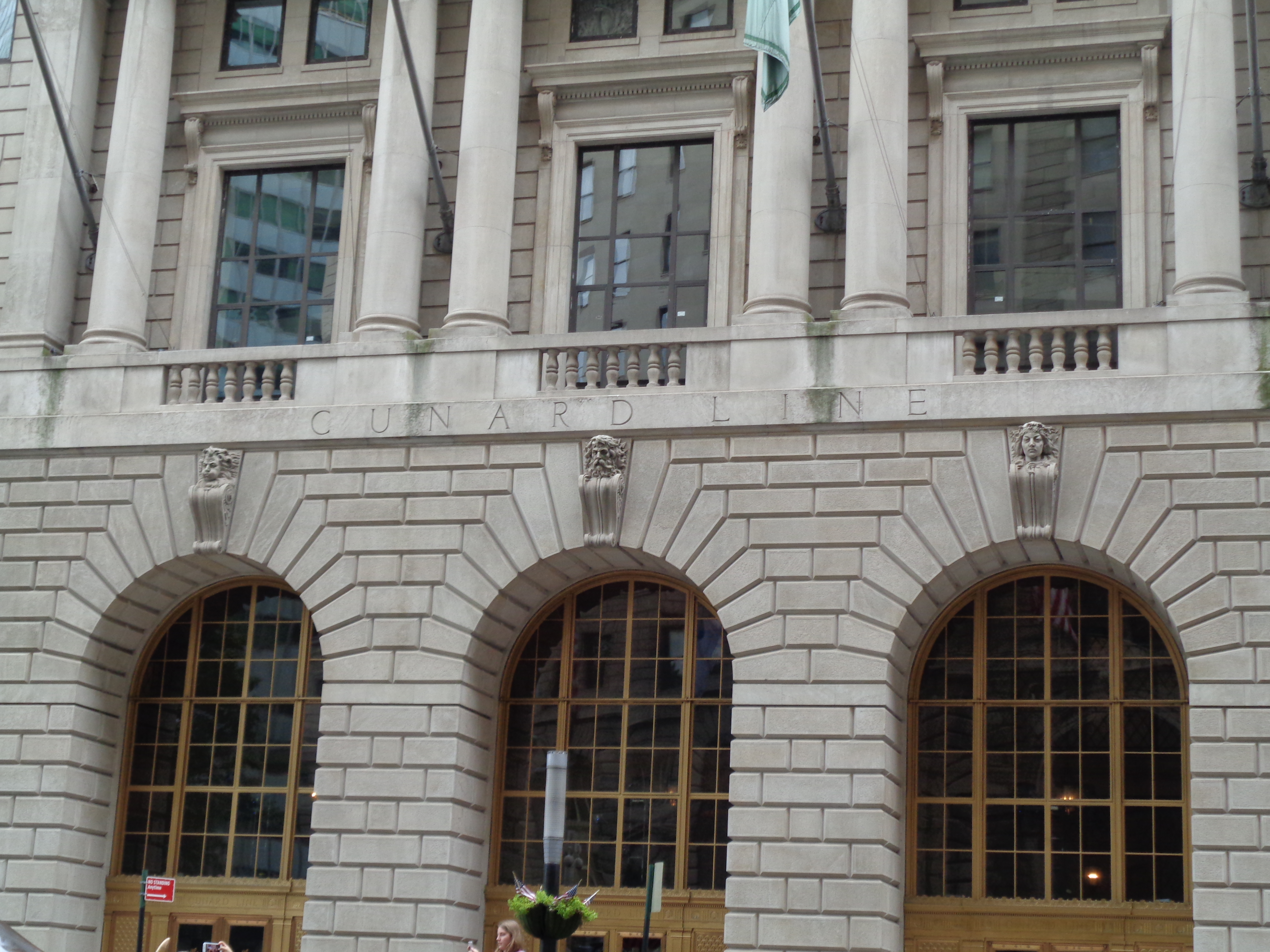
Arcos centrales de la base

La fachada de Broadway contiene elementos decorativos que significan las conexiones históricas de la zona con la industria marítima, incluidos "elementos esculpidos de inspiración náutica", claves decorativas sobre los arcos del primer piso, medallones decorativos con temas navales sobre la logia del tercer piso y tallas de caballitos de mar con sus jinetes sobre los retranqueos de los pabellones.
Dentro de la base de cuatro pisos, la sección central está ligeramente retranqueada. El primer piso contiene cinco arcos de doble altura, colocados en mampostería rústica, orientados al este hacia Broadway. Los tres arcos centrales, dentro del pabellón central retranqueado, conducen al Gran Salón; el arco más meridional conduce al vestíbulo del ascensor para el espacio de oficinas de arriba; y el arco más septentrional conduce a una zona bancaria en el lado norte del edificio. Todos los arcos contienen puertas y ventanas con marcos de bronce. Los pisos tercero y cuarto contienen una estructura de logia de estilo jónico soportada por pares de columnas de estilo toscano.  Sobre la base, la fachada está compuesta en su mayoría de piedra caliza lisa, excepto por la rusticación alrededor de las ventanas del quinto piso. Las columnas de las ventanas alrededor del pabellón central, que está más retranqueado, también se encuentran dentro de una fachada rústica. Los pabellones exteriores están situados más allá del piso 18 para cumplir con la Resolución de Zonificación de 1916. El pabellón central contiene una logia entre los pisos 19 y 21, también apoyada por pares de columnas de estilo toscano, e incluye un techo de mansarda sobre el piso 22. Los tejados de los pabellones exteriores, sobre el piso 22, son planos.

#### Otras elevaciones
En la calle Morris, el primer y segundo piso están enfrentados con piedra caliza, mientras que el sótano está enfrentado a una capa freática de granito. Sobre el segundo piso hay un patio de luces. La fachada del ala este (que da a Broadway) es de piedra caliza, mientras que el resto de la fachada de Morris Street es de ladrillo marrón. También hay numerosas puertas acristaladas con marcos de bronce, así como ventanas de paneles acristalados con marcos metálicos. El resto de las ventanas de la calle Morris son ventanas de guillotina.
En la calle Greenwich, el sótano está revestido de granito y el resto de las historias están revestidas de ladrillo marrón. El sótano contiene puertas de servicio, una puerta de garaje y aberturas de ventanas de metal. Por encima de la puerta del garaje hay una gran ventana en arco de tres alturas en los pisos primero a tercero, con balcones en los pisos segundo y tercero; la ventana está empotrada en ángulo. El resto de las ventanas de la calle Greenwich son ventanas de guillotina. Hay una cornisa de piedra sobre el piso 22. La sección más al sur de la fachada de Greenwich Street sólo va al tercer piso para permitir que la luz entre en el patio de luces dentro del lado sur del edificio. El ladrillo gris de las calles Morris y Greenwich fue diseñado para "armonizar estrechamente con la piedra caliza". 
La elevación sur consiste en una fachada de ladrillo con ventanas de guillotina. El patio de luces da al sur hacia el edificio de oficinas de Bowling Green.

### Interior
En su inauguración, el Cunard Building contaba con más de 65.000 m² de espacio, de los cuales 46.000 m² se pusieron a disposición de los inquilinos cuando se inauguró. Un sótano del edificio contenía una bóveda de seguridad. La estructura también incluía una estructura interna a prueba de fuego.  Según los datos recogidos por la revista The Real Deal, la superficie exacta del Cunard Building es de 75.195,8 m². 
El edificio también contenía 36 ascensores: 33 para pasajeros y 3 para carga. De los ascensores de pasajeros, 28 eran ascensores de "alta velocidad" para uso general y los 5 restantes eran taxis privados. Veinte de los ascensores de "alta velocidad" eran locales y expresos, accesibles desde el vestíbulo del ascensor en el extremo sur de la fachada de Broadway.  Los otros ocho estaban situados en la esquina noroeste del edificio, cerca de las calles Greenwich y Morris.

#### Vestíbulo y Gran Salón
La entrada principal es desde Broadway, a través de los tres arcos centrales, cada uno de los cuales contiene un pequeño vestíbulo de entrada en el interior. Los vestíbulos y los dos arcos exteriores conducen al vestíbulo principal del edificio. El vestíbulo contiene un techo de cinco bóvedas de arista, cada una de las cuales corresponde a uno de los arcos de la fachada de Broadway.  Los pisos son de travertino con adornos de mármol y contienen medallones de bronce de temática marítima. Los muros también son de travertino; hay una chimenea en el muro sur y una puerta enrollable y puertas en el muro norte. Los propietarios originales del edificio habían decidido no poner en el vestíbulo "diversas aventuras empresariales menores", como quioscos de periódicos, puestos de limpiabotas y tiendas de cigarros.
El Gran Salón, que se extendía 56 m de este a oeste, fue descrito como "el más grande de su clase" dentro de los Estados Unidos cuando fue terminado, y fue comparado con las salas de espera de las terminales de ferrocarril. Incluye tres bóvedas separadas.  La bóveda central tiene 65 pies (20 m) de altura y un diámetro de 70 pies (21 m). Hay grandes ventanas en arco o "cuadrados lumínicos" en los extremos de sus ejes diagonales, bajo los cuales hay columnas jónicas. Flanqueando la cúpula principal hay dos espacios con bóvedas de crucerías rectangulares, que extienden la sala hacia el oeste y el este. Hay aperturas adicionales en arco a través de las paredes oeste y este del Gran Salón: la primera conduce a una ventana que da a la calle Greenwich, mientras que la segunda conduce al vestíbulo. Tal y como fue construido, el salón estaba dominado por balcones de hierro forjado en la pared este, diseñados por Samuel Yellin. Los rasgos recuerdan a los baños romanos y el tratamiento de la obra de arte se asemeja al de la logia de Villa Madama en Italia. 
El lado norte del primer piso del Edificio Cunard contenía un área bancaria, que tenía un ascensor privado al cuarto piso y una bóveda bancaria a nivel del sótano. Esto fue inicialmente ocupado por una sucursal del Banco Nacional de Mecánica y Metales. 
El primer piso contiene numerosas y elaboradas obras de arte. El techo del vestíbulo fue pintado por Ezra Winter y esculpido por Carl Jennewein, y contiene decoraciones de animales marinos y niños. Los extremos del vestíbulo también contienen bajorrelieves tallados por Jennewein. Rejillas de hierro forjado coronadas por rejillas de lunetas, diseñadas por Samuel Yellin, separan el pasillo tanto del vestíbulo al este como del Gran Salón al oeste. El techo del Gran Salón contiene frescos de temática marítima, que Winter pintó utilizando el método de fresco-secco, que representaba la actividad marítima. Barry Faulkner pintó murales de mapas en las paredes de los nichos del Gran Salón. Las pechinas de la cúpula del Gran Salón incluyen representaciones de los exploradores oceánicos Leif Erikson, Cristóbal Colón, Sebastián Caboto y Francis Drake. En el suelo del Gran Salón hay una brújula de mármol rodeada por un friso de bronce, diseñada por John Gregory como una "alegoría del mar".